# Stilla fiordlandica
Stilla fiordlandica är en snäckart som beskrevs av Fleming 1948. Stilla fiordlandica ingår i släktet Stilla och familjen kägelsnäckor. Inga underarter finns listade i Catalogue of Life.